# رابرت بودلی
رابرت بودلی (انگلیسی: Robert Bodley; ۳۱ ژوئیهٔ ۱۸۷۸ – ۶ نوامبر ۱۹۵۶) ورزشکار ورزش تیراندازی اهل آفریقای جنوبی بود.
وی در مسابقات کشوری و بین‌المللی در مجموع برندهٔ ۱ مدال نقره شده‌است.